# Hiệp Giang
Hiệp Giang (chữ Hán giản thể:峡江县, âm Hán Việt: Hiệp Giang huyện) là một huyện thuộc địa cấp thị Cát An, tỉnh Giang Tây, Cộng hòa Nhân dân Trung Hoa. Huyện này có diện tích 1.278,43 ki-lô-mét vuông, dân số 170.000 người. Mã số bưu chính là 331400. Chính quyền huyện đóng ở trấn Thủy Biên. Các tên gọi cũ của huyện này là Thạch Dương, Ba Khâu.

## Hành chính
Hiệp Giang được chia ra làm 11 đơn vị hành chính cấp hương, gồm 6 trấn, 4 hương và 1 hương dân tộc. Ngoài ra huyện này còn quản lí 1 đơn vị tương đương cấp hương khác
- Trấn: Thủy Biên (水边镇), Mã Phụ (马埠镇), Ba Khâu (巴邱镇), Nhân Hoà (仁和镇), Nghiễn Khê (砚溪镇), La Điền (罗田镇)
- Hương: Đồng Lâm (桐林乡), Phúc Dân (福民乡), Qua Bình (戈坪乡), Kim Giang (金江乡)
- Hương dân tộc: Kim Bình (金坪民族乡)

Đơn vị ngang cấp hương khác
- Khu công nghiệp huyện Hiệp Giang (峡江县工业园区)